# جون أوثو شابمان
جون أوثو شابمان هو سياسي كندي، ولد في 19 أغسطس 1931، وتوفي في 6 مارس 2011. نشط حزبياً في Saskatchewan New Democratic Party ‏. وقد انتخب عضو المجلس التشريعي في ساسكاتشوان ‏.